# Barbara Mensah
Barbara Mensah là một thẩm phán người Anh gốc Ghana và trở thành thẩm phán đầu tiên có nguồn gốc châu Phi ở Anh và xứ Wales khi được bổ nhiệm vào South Eastern Circuit năm 2005. Kể từ tháng 10 năm 2016, cô giữ vai trò thẩm phán trong Tòa án Cung đình tại Luton, Anh.

## Đầu đời
Barbara được sinh ra ở Ghana với người cha là ông BA Mensah một ông trùm kinh doanh. Barbara sống ở Ghana cho đến khi cô được sáu tuổi thì chuyển đến Vương quốc Anh. Cô là người tốt nghiệp đại học đầu tiên trong gia đình.

## Giáo dục
Barbara đã học Triết học tại Đại học Wales ở Swansea trước khi được đào tạo để trở thành một luật sư. Cô cũng là cựu sinh viên của Đại học City London và Đại học Queen Mary London, cả hai đều ở London.

## Nghề nghiệp
Cô được gọi vào làm việc trong ngạch tư pháp tại Lincoln's Inn năm 1984. Ngay từ đầu trong sự nghiệp, cô đã đảm nhận công việc của khu vực tư nhân và sau đó chuyển sang ngồi trong Tòa án Dịch vụ Tài chính. Cô bắt đầu quan tâm đến công việc tư pháp hơn nữa. Cô được bổ nhiệm làm máy ghi âm vào năm 2003. Cô được bổ nhiệm làm thẩm phán vòng quanh Đông Nam Circuit vào năm 2005 và hiện tại (2016) là một thẩm phán vòng quanh tại Tòa án Luton Crown, người phụ nữ đầu tiên gốc Phi đạt được vị trí đó. Cô đã được City, Đại học London cấp bằng Tiến sĩ luật năm 2015 để ghi nhận những đóng góp của cô cho nghề luật. Mensah đã khẳng định sự cần thiết phải thấy phụ nữ tài năng và các nhóm thiểu số khác trên băng ghế dự bị làm gương cho các luật sư, nói rằng "cũng như điều đó rất quan trọng đối với công chúng - xã hội nói chung - để thấy rằng có một nền tư pháp đa dạng. cũng quan trọng đối với nghề nghiệp ".